# 豊通エア・リキードハイドロジェンエナジー
豊通エア・リキードハイドロジェンエナジー株式会社（とよつうエア・リキードハイドロジェンエナジー、英: Toyota Tsusho Air Liquide Hydrogen Energy Corporation）は、愛知県名古屋市中村区名駅4丁目に本社を置く、豊田通商株式会社と日本エア・リキード株式会社による燃料電池自動車（FCV）の普及を目的に設立された合弁企業。

## 沿革
- 2013年11月 - 豊通エア・リキードハイドロジェンエナジー株式会社が設立。
- 2015年2月 - 国内2拠点（熱田区・豊田市）にてSS運営を開始。
- 2017年8月 - 名古屋熱田水素ステーションの来店台数が累計5000台を突破。

## 事業所
- 本社
  - 〒450-0002 愛知県名古屋市中村区名駅四丁目9番11号 センチュリー豊田ビル
- 名古屋熱田水素ステーション
  - 〒456-0023　愛知県名古屋市熱田区六野1丁目2-9
- 豊田インターチェンジ水素ステーション
  - 〒471-0841　愛知県豊田市深田町1丁目69-3